# Camp David

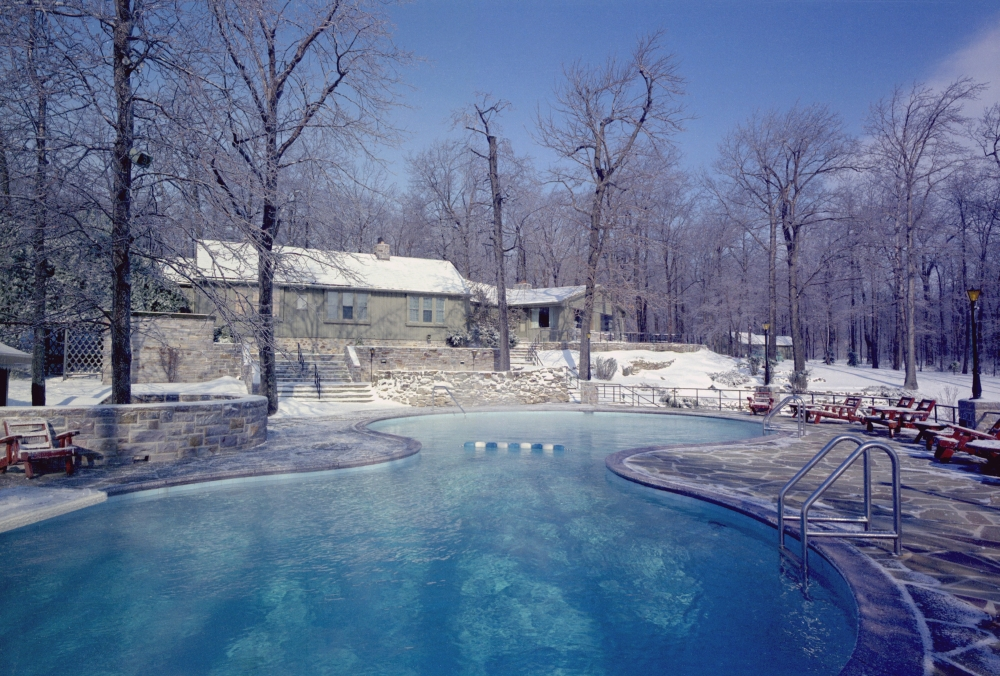
Camp David, januari 1971.

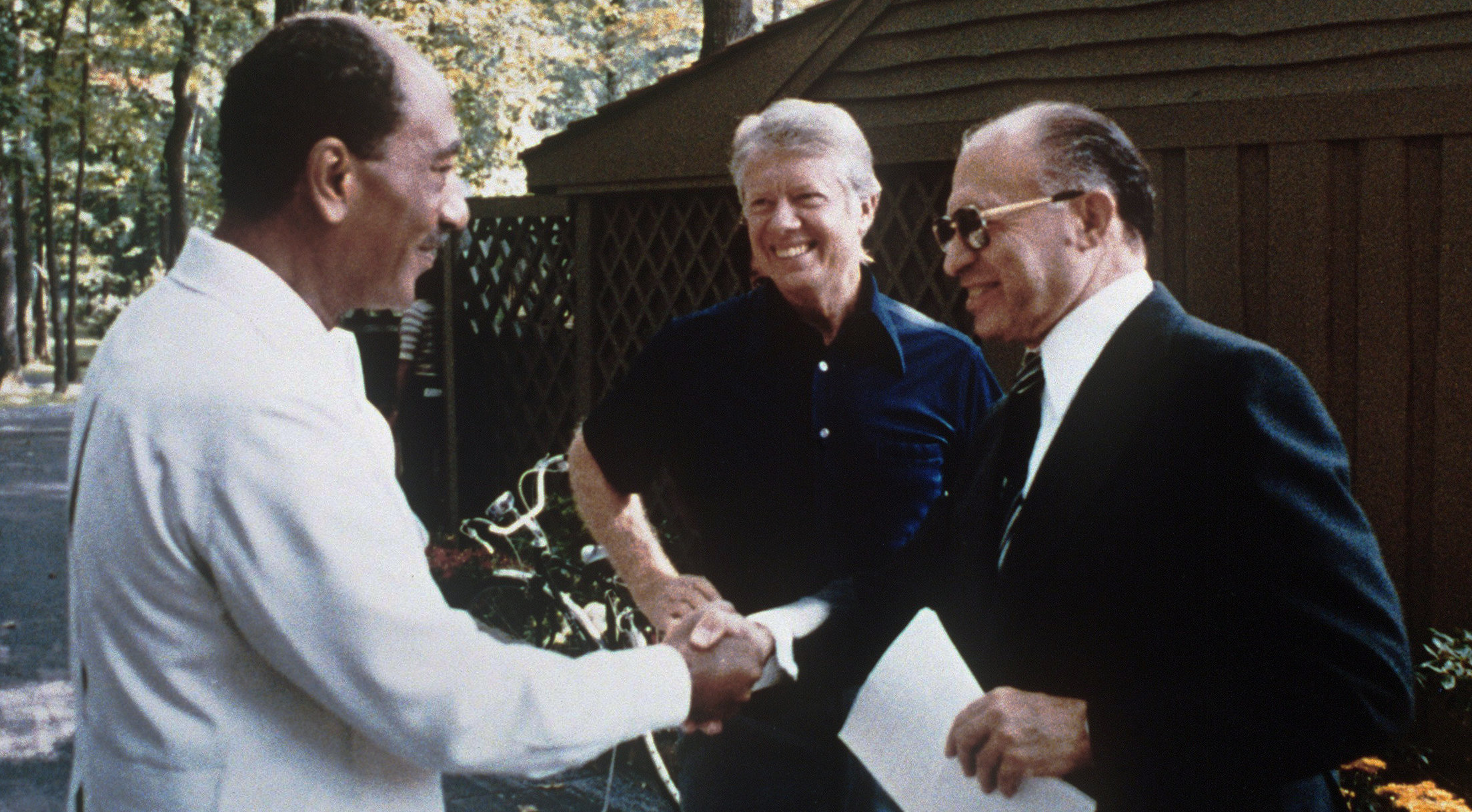
Menachem Begin, Jimmy Carter och Anwar Sadat under förhandlingarna i de så kallade Camp David-avtalen 1978.

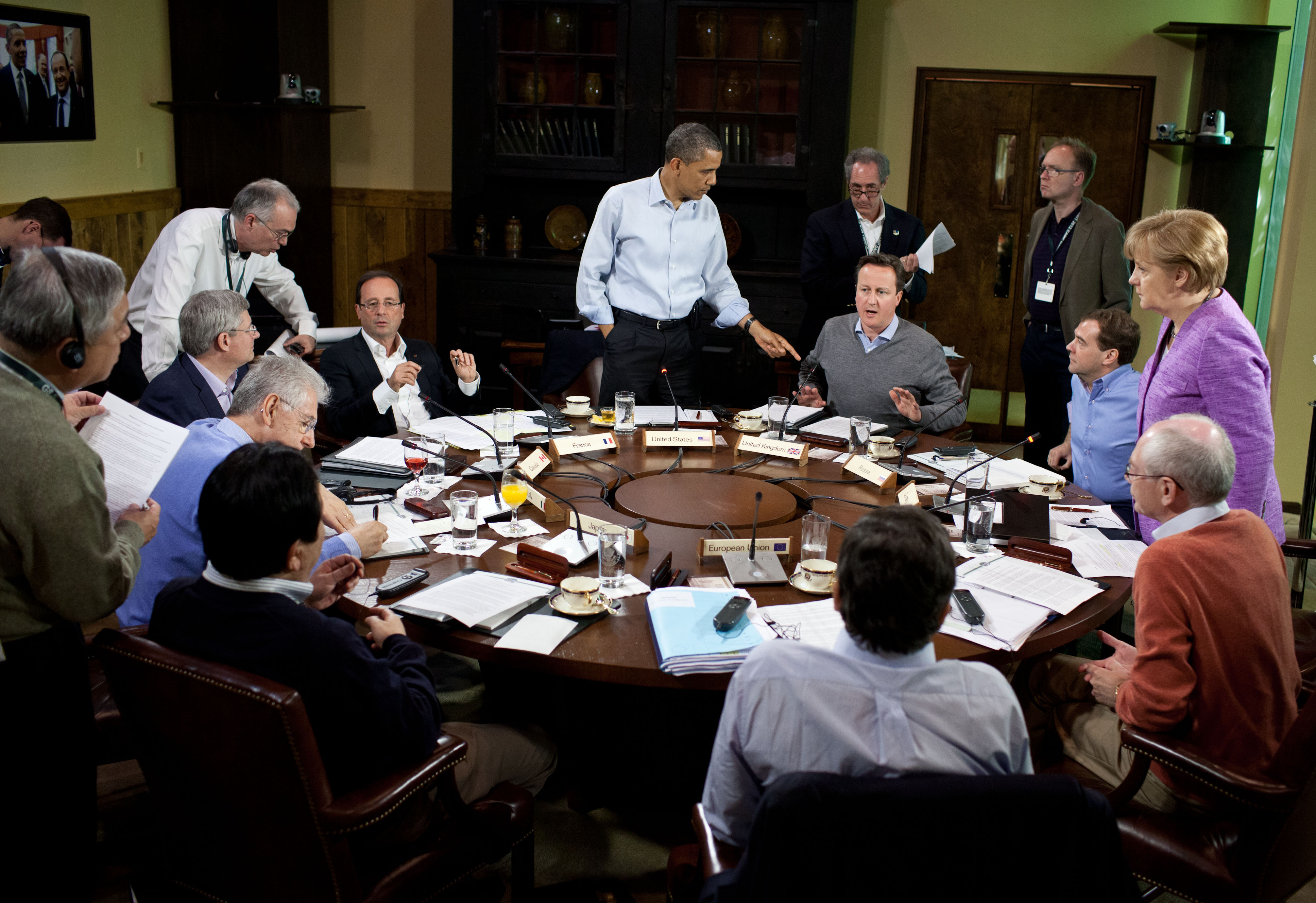
G8-mötet på Camp David i maj 2012 med Barack Obama som värd.

President George H.W. Bush i sitt kontor i Laurel Lodge i Camp David, 1992

The Naval Support Facility Thurmont, allmänt känt som Camp David, är sedan 1942 den amerikanske presidentens officiella fritidsboende. Camp David är en del av Catoctin Mountain Park i Frederick County, Maryland, omkring 100 kilometer nordväst om Washington, D.C.
Den grundades av Franklin D. Roosevelt som Shangri-La efter Shangri-La i James Hiltons roman Bortom horisonten från 1933 och döptes senare om år 1953 till Camp David efter Dwight Eisenhowers sonson, David Eisenhower. Det började byggas som WPA-nödhjälpsarbete under 1930-talets ekonomiskt svåra år.

## Kända händelser vid Camp David
Under andra världskriget hade president Roosevelt och premiärminister Winston Churchill överläggningar i Camp David som därefter blivit mötesplats för många toppkonferenser.
År 1959 möttes president Eisenhower och den sovjetiske ledaren Nikita Chrusjtjov och förhandlade om bland annat Berlinfrågan och möjligheten av ett toppmöte.
Camp David har ofta använts för formella och informella samtal mellan USA och andra världsledare. Det troligtvis mest kända mötet ledde till fredsförhandlingarna mellan Egyptens president Anwar Sadat och Israels premiärminister Menachem Begin vid Camp David 1978 med den amerikanske presidenten Jimmy Carter, i det som kallas Camp David-avtalen.
År 2000 fördes också samtal som ledde till fredsförhandlingar i Israel-Palestina-konflikten vid mötet mellan USA:s president Bill Clinton, PLO-ordföranden Yasser Arafat och den israeliska premiärministern Ehud Barak.

## Modern användning
Camp David fortsätter att vara presidentens fritidsboställe än idag. Det är en privat, avskild plats för nyskapande, betraktande, vila och avkoppling. Många historiska händelser har skett där: planeringen av stormningen av Normandie, diskussioner kring invasionen av Grisbukten, diskussioner kring Vietnamkriget och många andra möten med utländska dignitärer och gäster. Att bibehålla den privata och avskilda atmosfären för tillflyktsorten är en viktig roll för Catoctin Mountain Park.[källa behövs] Camp David ligger fortfarande innanför parkens gränser, men är inte öppen för allmänheten.

### Motsvarigheter för andra stats- eller regeringschefer
- Chequers, lantställe för Storbritanniens premiärminister
- Gullranda, lantställe för Finlands president
- Harpsund, lantställe för Sveriges statsminister
- Harrington Lake, lantställe för Kanadas premiärminister
- Marienborg, Danmark, lantställe för Danmarks statsminister